# 安河内程子
安河内 程子（やすこうち みなこ、1990年2月20日 - ）は、日本のアナウンサー（NHK松山放送局契約キャスター→福島テレビ契約アナウンサー→フリー）。
長崎県平戸市出身。香川大学農学部応用生物科学科卒業。

## 略歴
- 2013年3月 - NHK松山放送局契約キャスター[2]。
- 2014年2月 - NHK松山放送局との契約を解除。福島テレビ契約アナウンサー[2]。
- 2015年1月 - 福島テレビとの契約を終了[3]。
- 2015年2月 - フリーアナウンサーとして活動[2]。
- 2015年4月 - 福島市社会福祉協議会のボランティアに登録[2]。
- 2015年5月 - NPO法人子どもグリーフサポートステーションファシリテーター養成課程修了。ファシリテーターの資格を取得[2]。
- 2017年7月 - 圭三プロダクションに所属。程なくして退社[4][5]。

## 人物
2012年3月、大学4年生の時に、西日本放送のバラエティ番組『Doki!』リポーター、雑誌『香川komachi』のコーナー「こまち結婚ナビ」モデル等を務める。2013年3月、香川大学卒業後にNHK松山放送局契約キャスターを1年間務める。2014年2月、NHK松山放送局との契約を解除し、福島テレビ契約アナウンサーに。2015年1月、福島テレビとの契約を終了し、フリーアナウンサーとして活動の他、福島市社会福祉協議会のボランティアに登録し、福島市立図書館子どもライブラリー読み聞かせボランティアも行う。2017年7月、圭三プロダクションに所属、活動拠点を東京に移しTBSの情報番組『ひるおび!』リポーターを務めていたが、程なくして退社した。現在は結婚をしており、男児の母親である。

## 出演番組

### NHK松山放送局
- えひめ おひるのたまご（2013年4月 - 2014年2月）木・金曜キャスター[4]
- いよ×イチ中継リポーター[4]

### 福島テレビ
- FTVスーパーニュース（2014年3月31日 - 2015年1月31日）金、土曜担当キャスター[4]
- サタふく中継リポーター[4]
- 福歌丸（2014年4月 - 10月）初代司会（ミナコ船長）
- 武器はテレビ。 SMAP×FNS 27時間テレビ「FNS27局共同企画 SMAPよりアイドルな!? ご当地SMAP選手権」（2014年）福島テレビ代表[4]
- アナタメセン+ アナタメセンガール
- FTVニュース

### フリー
- みんなのラジオ〜FUKUSHIMA TOWN VOICE〜（2015年7月 - 9月、2015年11月 - 、FM POCO）第1・3木曜『走れポコ号』中継リポーター
- MY TOWN ポコランド（2015年10月 - 2016年3月、FM POCO）火曜日担当[4]
- ひるおび!（2017年8月9日・11日、TBS）リポーター